# Вишньовка (Чишминський район)
Вишньо́вка (рос. Вишнёвка, башк. Вишневка) — присілок (в минулому селище) у складі Чишминського району Башкортостану, Росія. Входить до складу Ібрагімовської сільської ради.
Населення — 73 особи (2010; 93 у 2002).
Національний склад:
- росіяни — 57 %
- татари — 37 %